# Нацистичка пропаганда
Нацистичка пропаганда се односи на пропагандне активности Националсоцијалистичке немачке радничке партије у циљу остваривања утицаја на јавно мњење и стварање симпатија унутар немачке популације за остваривање националсоцијалистичког програма.
У периоду од оснивања до забране рада 1923. године, Националсоцијалистичка немачка радничка партија је своје пропагандне активности темељила искључиво на издавању свог партијског листа Народни посматрач. У времену док је њен рад био забрањен, од 1923. до 1925. године, изашла је књига Моја борба - аутобиографија њеног лидера Адолфа Хитлера, која је била темељ националсоцијалистичке идеологије.
Шеф пропаганде Националсоцијалистичке немачке радничке партије био је др Јозеф Гебелс, који ће, по доласку партије на власт, постати министар пропаганде Трећег рајха. Он је пропаганду НСДАП водио у периоду док се она налазила у опозицији, и имао је кључну улогу у њеном довођењу на власт у Немачкој.

## Хронологија

### У опозицији (1919—1933)
Све до доласка Јозефа Гебелса на место шефа пропаганде Националсоцијалистичке немачке радничке партије, она је била изузетно слаба. Њихове пропагандне активности су се заснивале на организовању маршева Јуришних одреда (СА), који су носили партијске заставе кроз Минхен. Партија је, од 1920. године, издавала новине Народни посматрач (Völkischer Beobachter). Прва озбиљнија активност те врсте, НСДАП је доживела објављивањем књиге Моја борба, чији је аутор био лидер партије Адолф Хитлер. Он је књигу написао у затвору, за време издржавања казне због неуспешног Минхенског пуча, а записао ју је његов заменик у партији Рудолф Хес. У књизи је била најпре изложена Хитлерова биографија, која одухвата период од рођења до тренутка писања. Кроз свој живот, Хитлер описује своје политичко сазревање и стицање првих политичких ставова.
Јозеф Гебелс се у Националсоцијалистичку немачку радничку партију учланио 1924. године. Од самог почетка је био против Хитлеровог вођства партије, да би касније променио свој став и постао један од његових најужих сарадника. Убрзо је стекао место шефа свих пропагандних активности партије.
Партија је наставила да издаје свој лист, али је сада главна тачка пропаганде била уперена против Јевреја. Доста је посвећено и раду на пољу пропагирања економског плана партије, па се тако често истицао рад као врлина сваког Немца.

### На власти (1933—1939)
Националсоцијалистичка немачка радничка партија је доживела велику подршку немачког народа. Захваљујући томе, постала је доминантна партија у Рајхстагу (немачком парламенту), те је немачки председник Паул фон Хинденбург био принуђен да Хитлеру понуди место канцелара (председника Владе). Хитлер је прихватио ту функцију, 27. јануара 1933. године. Након само месец дана, у згради Рајхстага је подметнут пожар, 27. фебруара 1933. године, за који је оптужен Маријус ван дер Лубе. Адолф Хитлер је искористио панику која је настала у држави, и увео тоталитарни режим:
- дужност председника Немачке је прешла на дужност канцелара — чиме је Хитлер постао неограничени владар
- забрањена је многобројна штампа, првенствено комунистичка
- укинута је слобода говора, штампе и комуникације.

Националсоцијалистички режим је сада пропагирао рад као врлину, борбу против мешања немачке крви са другим нацијама, фаворизовао еугенику, критиковао комунизам и бољшевизам, агитовао за уједињење свих Немаца у једну државу, и др.

#### Олимпијске игре у Берлину
За више информација погледајте Летње олимпијске игре 1936.
Националсоцијалистички режим је вешто искористио оргнанизовање Олимпијских игара у Берлину, 1936. године, за промоцију своје националсоцијалистичке идеологије и својих погледа на свет.
Немачки спортисти су носили заставе Националсоцијалистичке немачке радничке партије, са доминантним симболом свастике.
Иако су немачки такмичари убедљиво односили победе у готово свим спортским дисциплинама, нацисти се нису уздржали од демонстрације својих расистичких ставова. Када је амерички атлетичар Џеси Овенс освојио четири златне медаље, лидер Националсоцијалистичке немачке радничке партије и немачки фирер Адолф Хитлер је напустио олимпијски стадион у Берлину, не желећи да му додели медаље због његове црне боје коже.
Противници националсоцијалистичке идеологије (комунисти, анархисти, анархокомунисти, антифашисти и др) су покушали да организују Народну олимпијаду у Барселони, као одговор на ширење идеологије националсоцијализма на редовним Олимпијским играма у Берлину. Њихов план је пропао због избијања Шпанског грађанског рата, где су се сукобили левичари (комунисти и анархисти) са фашистом генералисимусом Франсиском Франком.

### Током рата (1939—1945)
У периоду Другог светског рата, националсоцијалистичка пропаганда је била базирана на учешће немачке војске Вермахта на фронту. Често се истицало, иако то није увек било сасвим тачно, да немачке снаге односе победу на свим фронтовима, нарочито на Источном фронту против Совјетског Савеза.

## Медији

### Новине

#### Народни посматрач
За више информација погледајте Народни посматрач (новине)
Националсоцијалистичка немачка радничка партија је, од 1920. године, издавала свој званични лист Народни посматрач (новине) (нем. Völkischer Beobachter). Лист је најпре штампан као Борбене новине националсоцијалистичког покрета Велике Немачке (Kampfblatt der nationalsozialistischen Bewegung Großdeutschlands), све до 1919. године када добијају назив Народни посматрач. Партија је лист откупила 1920. године, и он од тада постаје њено званично гласило, а први уредник листа био је Дитер Екарт. Следеће године, лидер партије Адолф Хитлер је откупио све акције, и тако постао једини власник ових новина.
Новине су најпре штампане у тиражу од 8.000 примерака, а од 1923. године у туражу од 23.000 примерака. Од тада, нови уредник новина је био Алфред Розенберг, истакнути члан НСДАП. Забраном Националсоцијалистичке немачке радничке партије, након неуспелог Минхенског пуча, забрањено је и излажење њеног листа. Лист је обновљен 1925. године, и од тада је излазио у тиражу од 120.000 примерака. Јачањем популације партије, повећавао се и тираж њених новина, па је тако 1931. године тираж достигао 1.700.000 примерака. Сви примерци су штампани у стилу готике.
Последњи број новина је припремљен 30. априла 1945. године, али није дистрибуиран због објаве о капитулацији Немачке, а и због самоубистава водећих људи попут фирера Адолфа Хитлера и Министра пропаганде Јозефа Гебелса.

#### Јуришник
За више информација погледајте Јуришник (новине)
Други лист у издању Националсоцијалистичке немачке радничке партије је био часопис Јуришник, који је излазио од 1923. године, као привремена замена за Народни посматрач који је био забрањен. Овај лист је био популаран међу млађом немачком популацијом, а био је познат по антисемитизму и гротескним карикатурама Јевреја. На дну сваког примерка је било исписано:
| „ | Die Juden sind unser Unglück! (Јевреји су наша несрећа!) | ” |

Главни уредник листа је био Јулијус Штрајхер. Јуришник је био недељник НСДАП, и објављиван је у сталном тиражу од 27.000 до 300.000 примерака, док су специјална издања доживљавала милионски тираж.
Године 1944, лист је поново сведен на свега 16 страница, као и на почетку свог излажења 1923. године. Број читалаца се свео на свега 200.000 људи. Последњни број Јуришника је изашао 22. фебруара 1945. године.
По завршетку Другог светског рата, главни уредник Јуришника Јулијус Штрајхер, који се обогатио његовим издавањем, осуђен је на смртну казну за ширење антисемитизма и говора мржње на Нирнбершком процесу, и обешен.

## Плакати
Највећи део нацистичке пропаганде био је кроз плакате, који су имали доминантан утицај у тадашњем друштву, због недостатака модерне технологије. Плакати су носили најразличитије поруке.

### Еугеника
Нацисти су сматрали да сви инвалиди и војно неспособно становништво, односно онај део популације који није способан да се сам стара о себи, мора бити најбрже могуће истребљен из немачког народа, како не би био сметња развоју нацистичке немачке државе.
Да би обезбедили подршку грађана Немачке за остваривање овог свог циља, нацисти су покренули пропаганду популаризације еугенике. Тако се најпре почело са плакатима, да би се касније еугеника легализовала Законом о превенцији наследних болести код потомака, који је донет средином јула 1933. године. Убрзо су основани и Судови за наследно здравље, који су доносили одлуке о присилној стерилизацији становништва. Таквих судова је било преко 200, и у првој години рада је изречено 4.000 одлука о стерилизацији, а одбијено 3.559 жалби.
На крају, нацисти су спровели акцију Т4, у којој је убијено 70.000 а присилно стерилизовано 400.000 људи, за које се говорило да су недостојни живота (нем. Lebensunwertes Leben) У ту категорију су спадали криминалци, противници режима, особе заостале у развоју, хомосексуалци, слаби и неактивни, и уопште људи са посебним потребама.

### Антисемитски плакати
На антисемитским плакатима које је пласирала Националсоцијалистичка немачка радничка партија, Јевреји су често били приказивани као окрутни капиталисти у својим националним ношњама, и карактеристичким носем.

### Популаризација рада
Једна од главних тема нацистичких плаката била је популаризација рада. На таквим плакатима су увек бил иприказивани немачки сељаци и радници, како вредно обрађују своја имања или раде у фабрикама.

## Поштанске марке
Како је један од основа националсоцијалистичке идеологије култ и неограничено поверење у вођу, нацистичка пропаганда је инсистирала на поверењу у свог фирера Адолфа Хитлера. Тако се његов лик могао видети на плакатима, филмовима, поштанским маркама и др.
Готово на свим поштанским маркама у Немачкој, Аустрији, Чехословачкој и свим окупираним земљама од стране нацистичке Немачке, али и земаљама које су јој били савезници попут Италије и територија које је она окупирала, лик немачког вође Адолфа Хитлера је био доминантан.
Тако, на пример, у фашистичкој Италији на поштанским маркама су заједно били приказивани ликови италијанског дучеа Бенита Мусолинија и немачког фирера Адолфа Хитлера. У Либији, коју је окупирала фашистичка Италија, такође су се појавиле поштанске марке са ликовима два диктатора.